# Sport de pleine nature
Un sport de pleine nature, ou sport de nature, est un sport généralement pratiqué dans un environnement naturel non aménagé spécifiquement pour la pratique. Ce terme est utilisé en France (notamment pour les organismes publics) pour catégoriser différentes activités physiques ou sportives dont la pratique implique des dangers et risques liés à l'environnement naturel, à l'exemple de la randonnée pédestre, du vélo tout-terrain, du vol libre, de l'alpinisme, de la spéléologie ou de la plongée sous-marine.
Ces activités relèvent aussi des « sports de plein air » ou « sports d'extérieur » (anglais outdoor sports), qui regroupent les sports de pleine nature et les sports urbains.

## En France
Il existe en France un bureau chargé du développement maîtrisé des « sports de nature » au sein de la direction des sports de l’administration centrale.
Les directions régionales de l'environnement, de l'aménagement et du logement (DREAL) et la police de l'environnement peuvent contribuer à veiller à ce que ces sports soient dénués d'impact sur les ressources naturelles ou des espèces menacées.  La loi précise que les politiques publiques doivent concilier « la protection et la mise en valeur de l’environnement, le développement économique et le progrès social » (Art. 6 de la charte de l'environnement)
Selon le Ministère français de la Santé, de la Jeunesse et des sports, c'est une pratique en croissance forte depuis la fin du XXe siècle : vers 2010, un tiers des Français disaient pratiquer au moins un sport de nature. Presque trois millions de licences sont attribuées par les fédérations sportives concernées (unisport et estimation multisports), 41 % des pratiquants « sports de nature » seraient des licenciées, adhérant à 25 801 clubs (23 % du total de clubs sportifs). Environ 75 000 équipements, espaces et sites concernent les sports de nature (23 % des sites « sportifs »). Près de 40 % des diplômes délivrés par le MSJS et des éducateurs déclarés se sont pour des sports dits de nature. 
Ce secteur représentait vers 2010 environ 50 000 emplois (à titre principal et 100 000 emplois occasionnels)
Les Conseils généraux se sont vus confier une mission sur ce thème. En 2011, approximativement 60 Conseils généraux avaient lancé une CDESI - Commission départementale des espaces, sites et itinéraires relatifs aux sports de nature.
Dans le discours de l'analyse didactique (EPS), en éducation physique et sportive et en recherche en sciences de l'éducation, s'utilise l'expression plus large d'activités physiques de pleine nature (acronyme APPN).